# Sphex mimulus
Sphex mimulus är en biart som beskrevs av Rowland Edwards Turner 1910.
Sphex mimulus ingår i släktet Sphex och familjen grävsteklar. Inga underarter finns listade i Catalogue of Life.